# Colombièr lo Vielh
Colombièr lo Vielh (en francès, Colombier-le-Vieux) és un municipi francès situat al departament de l'Ardecha i a la regió d'Alvèrnia-Roine-Alps. L'any 2007 tenia 630 habitants.

## Fills il·lustres
- Augustin de Lestrange (1754-1827), abat propagador de l'observança trapenc.

### Població
El 2007 la població de fet de Colombièr lo Vielh era de 630 persones. Hi havia 244 famílies de les quals 64 eren unipersonals (28 homes vivint sols i 36 dones vivint soles), 84 parelles sense fills, 88 parelles amb fills i 8 famílies monoparentals amb fills.
La població ha evolucionat segons el següent gràfic:
Habitants censats

### Habitatges
El 2007 hi havia 383 habitatges, 255 eren l'habitatge principal de la família, 113 eren segones residències i 15 estaven desocupats. 348 eren cases i 21 eren apartaments. Dels 255 habitatges principals, 187 estaven ocupats pels seus propietaris, 60 estaven llogats i ocupats pels llogaters i 8 estaven cedits a títol gratuït; 3 tenien una cambra, 16 en tenien dues, 50 en tenien tres, 52 en tenien quatre i 134 en tenien cinc o més. 163 habitatges disposaven pel capbaix d'una plaça de pàrquing. A 106 habitatges hi havia un automòbil i a 130 n'hi havia dos o més.

### Piràmide de població
La piràmide de població per edats i sexe el 2009 era:
| Homes | Edats   | Dones |
| ----- | ------- | ----- |
| 0     | 95 o +  | 0     |
| 0     | 90 a 94 | 0     |
| 0     | 85 a 89 | 8     |
| 0     | 80 a 84 | 4     |
| 12    | 75 a 79 | 8     |
| 12    | 70 a 74 | 20    |
| 8     | 65 a 69 | 20    |
| 40    | 60 a 64 | 20    |
| 4     | 55 a 59 | 16    |
| 28    | 50 a 54 | 12    |
| 24    | 45 a 49 | 12    |
| 8     | 40 a 44 | 36    |
| 16    | 35 a 39 | 20    |
| 20    | 30 a 34 | 8     |
| 4     | 25 a 29 | 8     |
| 12    | 20 a 24 | 16    |
| 12    | 15 a 19 | 24    |
| 20    | 10 a 14 | 12    |
| 0     | 5 a 9   | 32    |
| 16    | 0 a 4   | 4     |

## Economia
El 2007 la població en edat de treballar era de 386 persones, 286 eren actives i 100 eren inactives. De les 286 persones actives 264 estaven ocupades (149 homes i 115 dones) i 22 estaven aturades (10 homes i 12 dones). De les 100 persones inactives 35 estaven jubilades, 31 estaven estudiant i 34 estaven classificades com a «altres inactius».

### Ingressos
El 2009 a Colombièr lo Vielh hi havia 249 unitats fiscals que integraven 614,5 persones, la mediana anual d'ingressos fiscals per persona era de 15.589 €.

### Activitats econòmiques
Dels 19 establiments que hi havia el 2007, 1 era d'una empresa alimentària, 2 d'empreses de fabricació d'altres productes industrials, 7 d'empreses de construcció, 3 d'empreses de comerç i reparació d'automòbils, 4 d'empreses d'hostatgeria i restauració, 1 d'una empresa immobiliària i 1 d'una empresa de serveis.
Dels 9 establiments de servei als particulars que hi havia el 2009, 2 eren tallers de reparació d'automòbils i de material agrícola, 2 paletes, 3 fusteries i 2 lampisteries.
Dels 2 establiments comercials que hi havia el 2009, 1 era una botiga de menys de 120 m² i 1 una fleca.
L'any 2000 a Colombièr lo Vielh hi havia 58 explotacions agrícoles que ocupaven un total de 704 hectàrees.

## Equipaments sanitaris i escolars
El 2009 hi havia una escola elemental.

## Poblacions més properes
El següent diagrama mostra les poblacions més properes.